# Parbuluan III
Parbuluan III is een bestuurslaag in het regentschap Dairi van de provincie Noord-Sumatra, Indonesië. Parbuluan III telt 1882 inwoners (volkstelling 2010).